# Helmut Nentwig
Helmut Nentwig (* 21. Januar 1916 in Breslau; † 29. Dezember 2007 in Baden-Württemberg) war ein deutscher Maler, Filmarchitekt und Szenenbildner beim Fernsehen.

## Biografie
Der gebürtige Niederschlesier hatte eine Ausbildung zum Maler in der Meisterschule seiner Geburtsstadt Breslau erhalten und sich dort als Bühnenmaler an der Oper hervorgetan. Bevor er zum Arbeitsdienst eingezogen wurde, besuchte Nentwig in Berlin die Hochschule für freie und angewandte Kunst. Bei Kriegsende 1945 nach Flensburg verschlagen, arbeitete er zunächst als Porträtmaler, entwarf aber auch im Auftrag von Verlagen Buchumschläge und gab Unterricht im Aktzeichnen. Nebenbei belegte Nentwig Kurse an der Hamburger Hochschule für Bildende Künste. Über Plön, wo er u. a. ein Porträt von Großbritanniens Field Marshal Montgomery anfertigte, kam Nentwig nach Hamburg. Dort war er von 1948 bis 1952 als Theatermaler am Deutschen Schauspielhaus engagiert, anschließend arbeitete er in der Hansestadt freiberuflich.
Beim Film begann Helmut Nentwig 1954 an der Seite des erfahrenen Kollegen Karl Weber. Nentwigs aufwendigste Kino-Arbeit wurde 1958 die Mitgestaltung (an der Seite von Willi Schatz) der zahlreichen und vielfältigen Dekorationen zu Fritz Langs Double Feature Der Tiger von Eschnapur und Das indische Grabmal. Auch an Wilhelm Dieterles im Jahr darauf gedrehten Double Feature Herrin der Welt, wie Langs Film ein in Fernost spielender, exotischer Abenteuerstoff, war er beteiligt. In den frühen 1960er Jahren kooperierte Nentwig mehrfach mit dem Kollegen Paul Markwitz.
Nach seinem Weggang vom Film 1964 ging er nach Baden-Baden und wurde Szenenbildner beim Südwestfunk. In dieser Eigenschaft entwarf Nentwig diverse Designs zu Fernsehproduktionen, darunter die in den späten 1960er Jahren außerordentlich populäre Serie Salto Mortale. Seine berufliche Laufbahn beendete er 1978, nachdem er die Bauten für eine Reihe weiterer SWF-Serien angefertigt hatte, darunter Eurogang und MS Franziska.
Anschließend zog sich Nentwig ins Privatleben zurück und verbrachte seinen Lebensabend in Baden-Baden. Kurz nach Weihnachten 2007 starb er 91-jährig  dort.

## Filmografie (nur Kino)
| - 1954: Schützenliesel - 1955: Die Försterbuben - 1955: Du darfst nicht länger schweigen - 1955: Bonjour Kathrin - 1956: Der Fremdenführer von Lissabon - 1956: Du bist Musik - 1957: Die große Chance - 1957: Es wird alles wieder gut - 1957: Madeleine und der Legionär - 1958: Gestehen Sie, Dr. Corda! - 1958: Münchhausen in Afrika - 1958: Der Czardas-König - 1959: Der Tiger von Eschnapur - 1959: Das indische Grabmal | - 1959: Hier bin ich – hier bleib ich - 1959: Und das am Montagmorgen - 1959: La Paloma - 1959: Du bist wunderbar - 1960: Herrin der Welt - 1960: Scheidungsgrund: Liebe - 1960: O sole mio - 1960: Weit ist der Weg - 1961: Zu jung für die Liebe? - 1961: Die seltsame Gräfin - 1962: Die Tür mit den sieben Schlössern - 1962: Ich bin auch nur eine Frau - 1964: Fanny Hill |